# Eupeodes snowi
Eupeodes snowi är en tvåvingeart som först beskrevs av Wesley C. Wehr 1924.  Eupeodes snowi ingår i släktet fältblomflugor, och familjen blomflugor. Inga underarter finns listade i Catalogue of Life.